# Uracanthus lateroalbus
Uracanthus lateroalbus är en skalbaggsart som beskrevs av Lea 1916. Uracanthus lateroalbus ingår i släktet Uracanthus och familjen långhorningar. Inga underarter finns listade i Catalogue of Life.